# Bousse (Mosella)
Bousse è un comune francese di 2 938 abitanti situato nel dipartimento della Mosella nella regione del Grand Est.

## Società

### Evoluzione demografica
Abitanti censiti